# Milo (Misuri)
Milo es una villa ubicada en el condado de Vernon en el estado estadounidense de Misuri. En el Censo de 2010 tenía una población de 90 habitantes y una densidad poblacional de 457,23 personas por km².

## Geografía
Milo se encuentra ubicada en las coordenadas 37°45′20″N 94°18′19″O / 37.75556, -94.30528. Según la Oficina del Censo de los Estados Unidos, Milo tiene una superficie total de 0.2 km², de la cual 0.2 km² corresponden a tierra firme y (0%) 0 km² es agua.

## Demografía
Según el censo de 2010, había 90 personas residiendo en Milo. La densidad de población era de 457,23 hab./km². De los 90 habitantes, Milo estaba compuesto por el 96.67% blancos, el 0% eran afroamericanos, el 3.33% eran amerindios, el 0% eran asiáticos, el 0% eran isleños del Pacífico, el 0% eran de otras razas y el 0% pertenecían a dos o más razas. Del total de la población el 1.11% eran hispanos o latinos de cualquier raza.